# Francesca Armosino
Francesca Catterina Armosino (Saracchi, Antignano, 18 de juliol de 1848 – Caprera, 15 de juliol de 1923)  fou l'última esposa de Giuseppe Garibaldi.

## Biografia

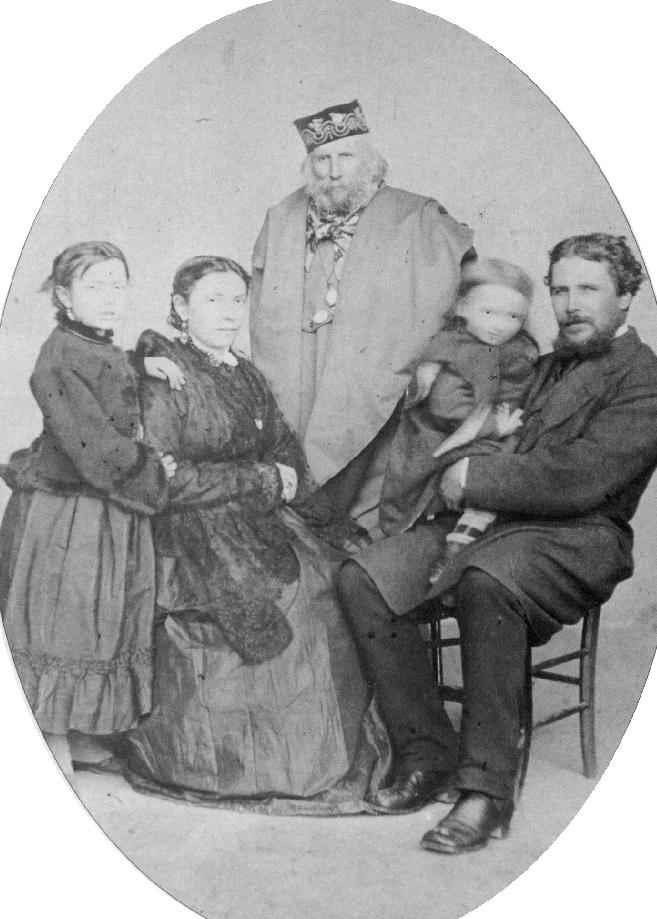
Foto cap al 1875: a l'esquerra, Clelia, Francesca Armosino, Giuseppe Garibaldi, Manlio i Menotti

Armosino va néixer el 18 de juliol de 1848 al Saracchi, llavors part d'Antignano i avui una fracció de San Martino Alfieri, a la província d'Asti, filla de Giovanni Armosino i de Giovanna Gianotti. Fou descendent per part de pare d'una noble família armènia, que va emigrar a Itàlia per escapar de les persecucions dels turcs contra els cristians.
El 1865 va deixar la seva família i es va traslladar a Caprera per fer d'institutriu dels fills de Teresita Garibaldi (filla del polític) i d'Stefano Canzio. Va conèixer llavors Giuseppe Garibaldi i els dos es van enamorar, tot i que Garibaldi tenia 58 anys i ella només 17. Al principi, els rumors sobre la relació només eren fruit de les calúmnies de Teresita, que en aquell moment tenia alguns desacords amb el seu pare i va arribar a acusar la noia de robatoris que no havia comès. Més tard, Garibaldi i Francesca es van enamorar realment, mentre que Teresita i Ricciotti se’n van anar, sense aprovar la història d’amor. Giuseppe i Francesca van tenir tres fills: Clelia (1867), Rosa (1869, morta amb divuit mesos) i Manlio (1873), tots nascuts a Caprera abans que la parella es pogués casar. La seva unió va durar fins a la mort de l'heroi, que va tenir lloc el 1882.
Garibaldi es va poder casar per fi amb Armosino el 26 de gener de 1880, després que el seu matrimoni anterior, amb la marquesa Giuseppina Raimondi, fos anul·lat pel Tribunal d'Apel·lació de Roma. Un cop casats, la parella va poder reconèixer els seus dos fills, Manlio i Clelia.
Va viure a Caprera fins a la mort del seu marit i després va alternar períodes en la casa de Caprera i la de Livorno (Villa Donokoe a Ardenza), comprada a instàncies de Garibaldi. Va poder així estar a prop del seu fill Manlio, cadet de l'Acadèmia Naval.

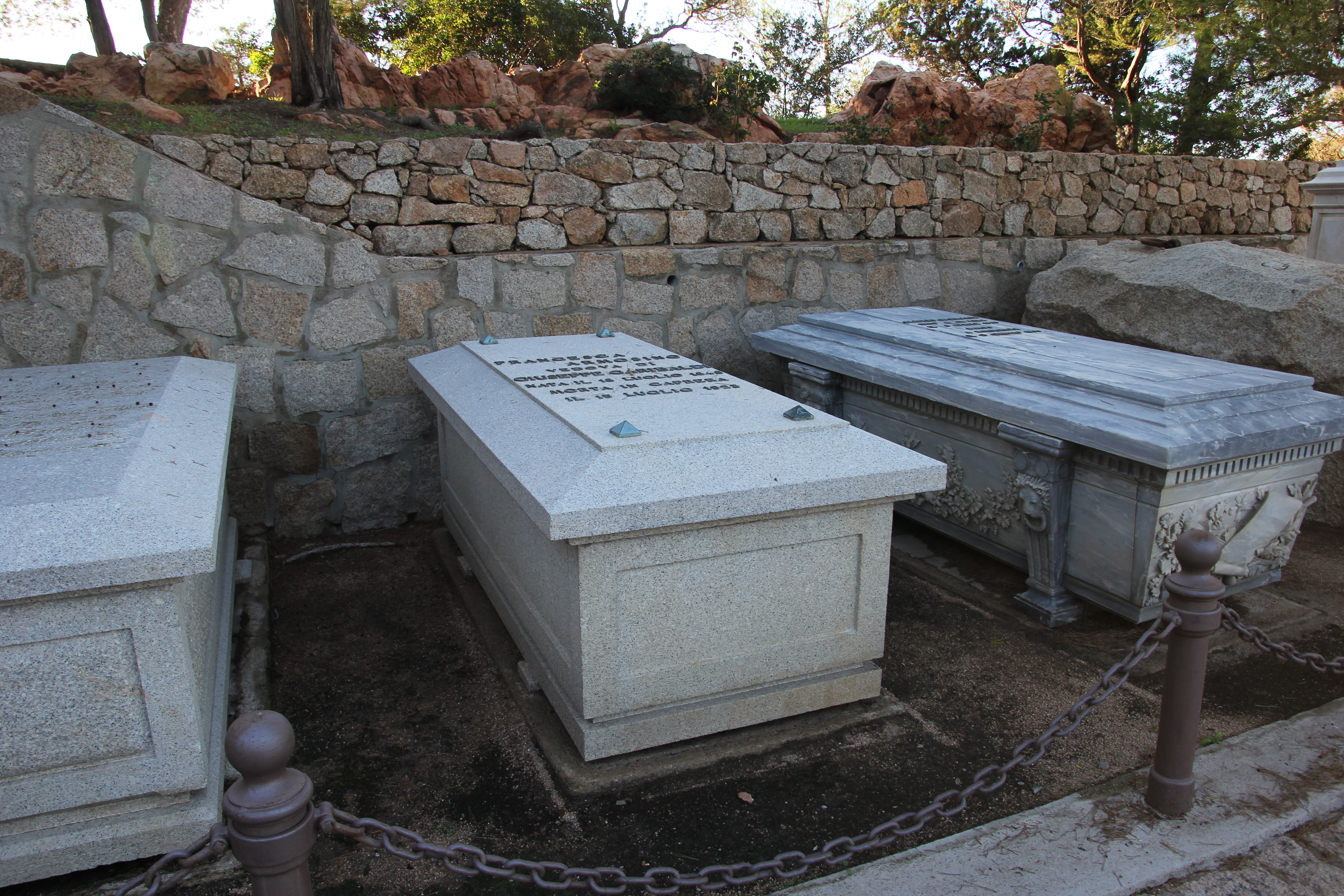
La tomba de Francesca Armosino, a Caprera.

Armosino va morir a Caprera el 15 de juliol de 1923, on va ser enterrada al petit cementiri familiar a prop del seu marit, de la seva filla Rosa i del seu fill Manlio.